# P2RY1
No campo da biologia molecular, P2RY1 é uma proteína que pertence ao grupo dos receptores P2Y e que, em seres humanos é codificada pelo gene P2RY1.

## Leitura de apoio
- Janssens R, Communi D, Pirotton S;  et al. (1996). «Cloning and tissue distribution of the human P2Y1 receptor.». Biochem. Biophys. Res. Commun. 221 (3): 588–93. PMID 8630005. doi:10.1006/bbrc.1996.0640
- Léon C, Vial C, Cazenave JP, Gachet C (1996). «Cloning and sequencing of a human cDNA encoding endothelial P2Y1 purinoceptor.». Gene. 171 (2): 295–7. PMID 8666290. doi:10.1016/0378-1119(96)00027-3
- Léon C, Hechler B, Vial C;  et al. (1997). «The P2Y1 receptor is an ADP receptor antagonized by ATP and expressed in platelets and megakaryoblastic cells.». FEBS Lett. 403 (1): 26–30. PMID 9038354. doi:10.1016/S0014-5793(97)00022-7
- Ayyanathan K, Naylor SL, Kunapuli SP (1997). «Structural characterization and fine chromosomal mapping of the human P2Y1 purinergic receptor gene (P2RY1).». Somat. Cell Mol. Genet. 22 (5): 419–24. PMID 9039850. doi:10.1007/BF02369897
- Maier R, Glatz A, Mosbacher J, Bilbe G (1997). «Cloning of P2Y6 cDNAs and identification of a pseudogene: comparison of P2Y receptor subtype expression in bone and brain tissues.». Biochem. Biophys. Res. Commun. 237 (2): 297–302. PMID 9268704. doi:10.1006/bbrc.1997.7135
- Jin J, Daniel JL, Kunapuli SP (1998). «Molecular basis for ADP-induced platelet activation. II. The P2Y1 receptor mediates ADP-induced intracellular calcium mobilization and shape change in platelets.». J. Biol. Chem. 273 (4): 2030–4. PMID 9442040. doi:10.1074/jbc.273.4.2030
- Hall RA, Ostedgaard LS, Premont RT;  et al. (1998). «A C-terminal motif found in the beta2-adrenergic receptor, P2Y1 receptor and cystic fibrosis transmembrane conductance regulator determines binding to the Na+/H+ exchanger regulatory factor family of PDZ proteins.». Proc. Natl. Acad. Sci. U.S.A. 95 (15): 8496–501. PMC 21104. PMID 9671706. doi:10.1073/pnas.95.15.8496
- Sabala P, Czajkowski R, Przybyłek K;  et al. (2001). «Two subtypes of G protein-coupled nucleotide receptors, P2Y(1) and P2Y(2) are involved in calcium signalling in glioma C6 cells.». Br. J. Pharmacol. 132 (2): 393–402. PMC 1572584. PMID 11159687. doi:10.1038/sj.bjp.0703843
- Yoshioka K, Saitoh O, Nakata H (2001). «Heteromeric association creates a P2Y-like adenosine receptor.». Proc. Natl. Acad. Sci. U.S.A. 98 (13): 7617–22. PMC 34717. PMID 11390975. doi:10.1073/pnas.121587098
- James G, Butt AM (2001). «Changes in P2Y and P2X purinoceptors in reactive glia following axonal degeneration in the rat optic nerve.». Neurosci. Lett. 312 (1): 33–6. PMID 11578839. doi:10.1016/S0304-3940(01)02189-9
- Moore DJ, Chambers JK, Wahlin JP;  et al. (2001). «Expression pattern of human P2Y receptor subtypes: a quantitative reverse transcription-polymerase chain reaction study.». Biochim. Biophys. Acta. 1521 (1-3): 107–19. PMID 11690642
- Czajkowski R, Lei L, Sabała P, Barańska J (2002). «ADP-evoked phospholipase C stimulation and adenylyl cyclase inhibition in glioma C6 cells occur through two distinct nucleotide receptors, P2Y(1) and P2Y(12).». FEBS Lett. 513 (2-3): 179–83. PMID 11904146. doi:10.1016/S0014-5793(02)02255-X
- Aktas B, Hönig-Liedl P, Walter U, Geiger J (2002). «Inhibition of platelet P2Y12 and alpha2A receptor signaling by cGMP-dependent protein kinase.». Biochem. Pharmacol. 64 (3): 433–9. PMID 12147294. doi:10.1016/S0006-2952(02)01113-9
- Nurden P, Poujol C, Winckler J;  et al. (2003). «Immunolocalization of P2Y1 and TPalpha receptors in platelets showed a major pool associated with the membranes of alpha -granules and the open canalicular system.». Blood. 101 (4): 1400–8. PMID 12393588. doi:10.1182/blood-2002-02-0642
- Strausberg RL, Feingold EA, Grouse LH;  et al. (2003). «Generation and initial analysis of more than 15,000 full-length human and mouse cDNA sequences.». Proc. Natl. Acad. Sci. U.S.A. 99 (26): 16899–903. PMC 139241. PMID 12477932. doi:10.1073/pnas.242603899
- Burrell HE, Bowler WB, Gallagher JA, Sharpe GR (2003). «Human keratinocytes express multiple P2Y-receptors: evidence for functional P2Y1, P2Y2, and P2Y4 receptors.». J. Invest. Dermatol. 120 (3): 440–7. PMID 12603858. doi:10.1046/j.1523-1747.2003.12050.x
- Jagroop IA, Burnstock G, Mikhailidis DP (2003). «Both the ADP receptors P2Y1 and P2Y12, play a role in controlling shape change in human platelets.». Platelets. 14 (1): 15–20. PMID 12623443. doi:10.1080/0953710021000062914
- Greig AV, Linge C, Terenghi G;  et al. (2003). «Purinergic receptors are part of a functional signaling system for proliferation and differentiation of human epidermal keratinocytes.». J. Invest. Dermatol. 120 (6): 1007–15. PMID 12787128. doi:10.1046/j.1523-1747.2003.12261.x
- Wang L, Ostberg O, Wihlborg AK;  et al. (2003). «Quantification of ADP and ATP receptor expression in human platelets.». J. Thromb. Haemost. 1 (2): 330–6. PMID 12871508. doi:10.1046/j.1538-7836.2003.00070.x